# کینالی‌کوچ (اخلاط)
کینالی‌کوچ (به ترکی استانبولی: Kınalıkoç، به ارمنی: Սփռաձոր، به کردی: Sifrasor) یک منطقهٔ مسکونی در ترکیه است که در اخلاط واقع شده‌است. کینالی‌کوچ ۲۵۶ نفر جمعیت دارد.